# Советский район (Владивосток)
Сове́тский райо́н — один из пяти районов города Владивостока.
Району подчинён 1 сельский населённый пункт — посёлок Трудовое, входящий в состав Владивостокского городского округа.

## Географическое положение
Советский район граничит:
- с Первореченским районом на юге.
- с Ленинским районом на юго-востоке.

## История
25 августа 1972 образован Советский район города Владивостока, чаще именуемый в народе «Второй Речкой». Он явился пятым по счёту районом Владивостока. Произошло это путём разделения Первореченского района на два административно-территориальных района согласно указу Президиума Верховного Совета РСФСР. Таким образом, территория площадью в 290,7 км², расположенная в северной части города, обрела свой статус. Несмотря на то, что формально Советский район является самым молодым по возрасту во Владивостоке, эта территория осваивалась еще в XIX в. Значительная часть Советского района — санаторно-курортная зона Владивостока, где расположены санатории, дома отдыха, пансионаты и детские оздоровительные центры.

## Главы района
- Шарин, Леонид Васильевич — первый секретарь Советского райкома КПСС (1972—1977)

## Население
| 1979    | 1989     | 2002    | 2009    | 2010    | 2012    | 2013    |
| ------- | -------- | ------- | ------- | ------- | ------- | ------- |
| 98 976  | ↗103 078 | ↘93 514 | ↘90 103 | ↗92 563 | ↗92 937 | ↘92 909 |
| 2014    | 2015     | 2016    | 2017    | 2018    | 2019    | 2020    |
| ↘92 411 | ↗92 493  | ↘92 488 | ↘91 893 | ↗92 140 | ↗92 269 | ↘92 057 |
| 2021    | 2023     | 2024    |         |         |         |         |
| ↗95 895 | ↘93 831  | ↘90 967 |         |         |         |         |

В 2015 году зарегистрировано 1348 актов о рождении, рождаемость составила — 14,57 ‰